# Traité d'Alcoutim

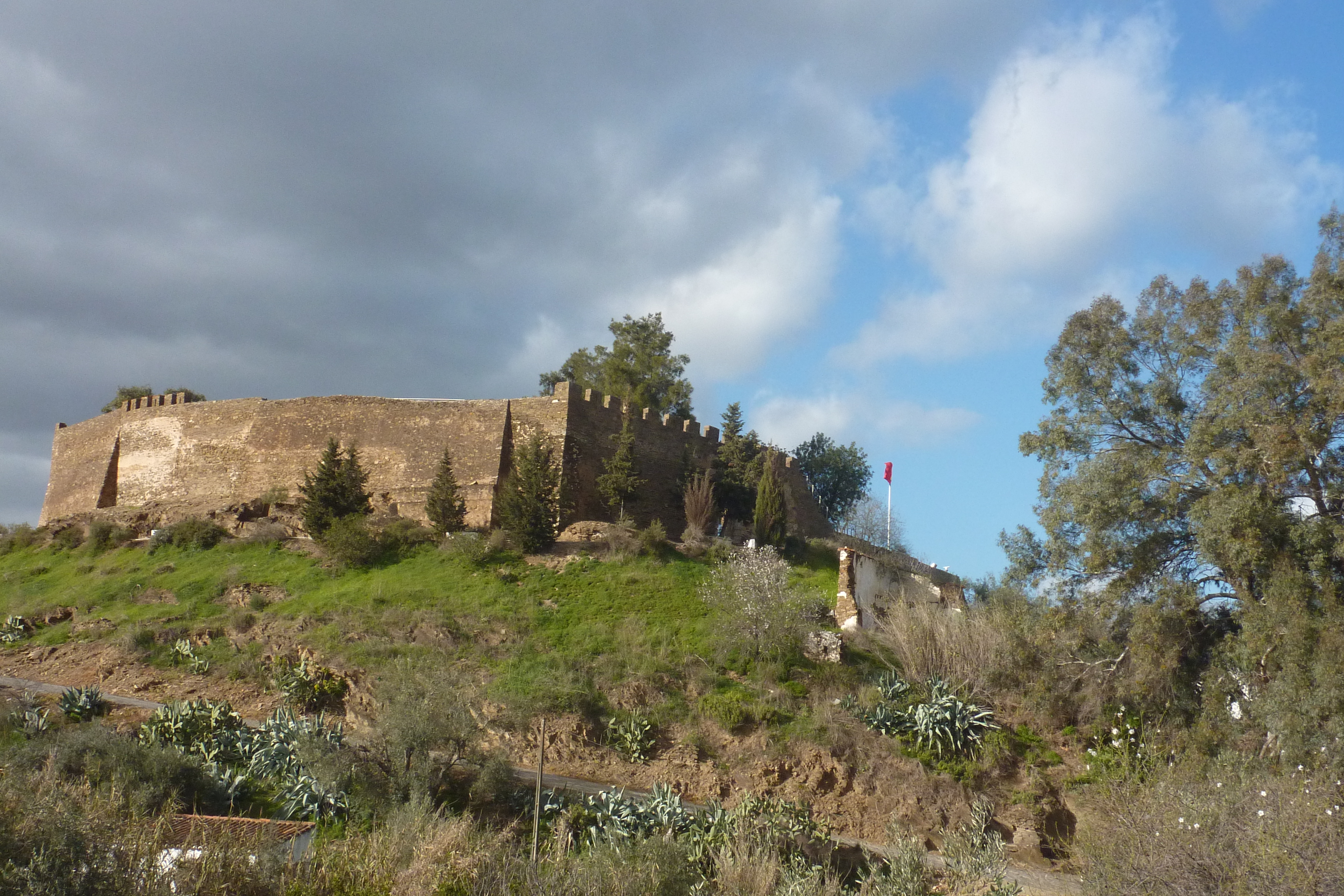
Château de Alcoutim

Le Traité d'Alcoutim, référé à l'époque comme la Paix d'Alcoutim, est célébré le 31 mars 1371 entre les rois Ferdinand Ier de Portugal et Henri II de Castille, pour mettre fin à la première des guerres fernandines.
Par ses clauses, le roi de Portugal s'engage:
- à la paix avec le roi de Castille et au maintien de bonnes relations avec le Royaume de France, son allié [1].
- au mariage avec Éléonore de Castille, fille du roi Henri II [2],[3], qui comprend l'extension des frontières du Portugal au nord et à l'est [4].

Le traité est confirmé la même année, à Toro, par le souverain, la noblesse et les prélats du Royaume de Castille.
L'année suivante, un nouvel accord est conclu par le Traité de Tui , qui modifie les engagements avec l'abandon du mariage et le rétablissement des frontières antérieures au traité d'Alcoutim .